# Mélanie Disdier
Mélanie Disdier (ur. 27 stycznia 1974 w Cambrai) – francuska polityk i samorządowiec, posłanka do Parlamentu Europejskiego X kadencji.

## Życiorys
Córka samorządowca i wojskowego Jacques’a Disdiera (zm. 2013). Z zawodu handlowiec i menedżer. Podobnie jak ojciec zaangażowała się w działalność polityczną w ramach Frontu Narodowego. Wybierana na radną miejscowości Caudry. Zasiadała też w radzie regionu Nord-Pas-de-Calais (2004–2010). Od 2008 należała do Parti de la France założonej przez Carla Langa, następnie w 2010 powróciła do FN (w 2018 przekształconego w Zjednoczenie Narodowe). W 2015 i 2021 wybierana do rady regionu Hauts-de-France. Kandydowała kilkukrotnie bez powodzenia do parlamentu, w 2022 przechodząc do drugiej tury.
W wyborach w 2024 uzyskała mandat deputowanej do Europarlamentu X kadencji.